# 陈金刚
陈金刚（1958年2月4日—），中国天津人，中国足球主教练，退役足球中锋，陈金刚1976年入选中国青年队，1978年进入天津一队，1979年上调至国家队。他随天津队夺得了全国足球甲级联赛冠军，代表国家队参加了1980年亚洲杯、1982年世界杯足球赛预选赛和1982年亚运会足球赛。世界杯预选赛中国4比2战胜沙特队的比赛中，陈金刚与队友天津球员左树声分别打进一球，给球迷留下深刻印象。陈金刚共代表中国国家队出战19次，打入4球。1988年，陈金刚改到天津二队踢球，1989年正式挂靴。 退役后，他曾担任天津青年队、天津立飞三星队、中国国青队、长春亚泰队主教练，中国国青队、中国国奥队、中国女足助理教练，还曾在天津泰达、长春亚泰担任技术总监。他曾带领长春亚泰队夺得中甲联赛亚军，升入中超联赛。

## 球员时代
陈金刚生于天津市和平区重庆道的一户工人家庭，父亲是一名裁缝。他家紧邻民园体育场，小时候就喜欢看球踢球。读小学时，他入选了校队，与队友夺得全区小学足球比赛冠军。11岁时，他考入和平区新华路体育场业余体校，在那里练了五年足球。
1974年，陈金刚意外接到了天津青年队的邀约。据说，得到消息时，他正在缝补球鞋，准备上山下乡。1976年，他被中国国青队选中，赴南斯拉夫代表国家打国际比赛。1978年，他自天津青年队上调天津队。1980年，陈金刚随天津队夺得全国足球甲级联赛冠军。同年，陈金刚入选中国国家足球队，身穿11号球衣。在国家队，他起初担任李福宝和徐永来的替补，不久成为主力中锋。1980年亚洲杯足球赛上，陈金刚在小组赛第二轮攻破伊朗队的球门，终结了对手亚洲杯决赛圈连续不失球的纪录，伊朗队连续不失球场次数停留在5场。1981年11月12日，世界杯预选赛亚大区第二阶段第四场比赛，中国队在吉隆坡迎战沙特阿拉伯，上半场中国队0比2落后。下半场主教练苏永舜用左树声、陈金刚两名天津球员替下沈祥福与刘利福，左树声、陈金刚两人很快各进一球，扳平了比分。古广明、黄向东随后各入一球，中国队最终反败为胜，4比2击败了沙特阿拉伯队。这进球粒被认为是陈金刚国家队进球中球迷印象最深的一粒。1982年，陈金刚被评为全国最佳中锋。同年，他还参加了亚运会男足比赛。1983年，陈金刚因腿部伤势自国家队回到天津队。这年天津队夺得全国足球甲级联赛北区冠军、全运会男足第三名。年底，陈金刚赴北京疗伤。他的右踝已是碎骨游离。1988年，陈金刚到天津二队踢球。1989年起，他兼任天津二队教练，同年底挂靴。

## 教练时代

### 天津队
1992年，陈金刚担任天津青年队教练。1997年甲A联赛，天津队提出“保八争六”的赛季目标。联赛五轮过后，球队取得一胜一平三负，仅有四个积分，在12支球队中排名倒数第二。球队主教练左树声辞职，陈金刚接任。赛季中，俱乐部还与球员产生纠纷，俱乐部解聘王俊、刘毅、裴锦、魏东四名球员，四人向中国足协告状。新引入的外援哈维尔、何塞的工资打破了俱乐部原有的平衡，巴西外援奥斯瓦尔多要求加薪，俱乐部为让他续约同意加薪，却又引发队中国内主力球员不满，天津市体委领导出面才平息了此事。赛季结束后，天津三星降入甲B联赛，陈金刚也离开了球队。

### 国家队
离开天津三星之后，陈金刚成为中国国青队主教练。1998年亞足聯青年錦標賽上，这支拥有徐云龙、肇俊哲和郑智的1979-1980年龄段球队在小组赛的五支球队中排名第三，没能杀入世青赛。 1999年12月底，中国足协宣布了新一届国青队教练组人选，沈祥福出任主教练，陈金刚和唐鹏举担任助手。新一届国青队的目标是2000年亞足聯青年錦標賽，远期目标是2004年雅典奥运会预选赛和2006年世界杯预选赛。2000年伊朗亚青赛上，沈祥福的国青队一路杀进四强，夺得季军，拿到了世青赛的门票。然而，2001年初，陈金刚被中国足协任命为中国女足助理教练，离开了这支国青队，没有参加2001年阿根廷世青赛。
2001年1月，中国足协安排陈金刚进入中国女足教练组，成为助理教练，辅佐主教练马元安。由于战绩不佳，2002年初中国足协解除了马元安的职务。曾有媒体传闻陈金刚是新任主教练的候选人之一。最终接过教鞭的是马良行，陈金刚出任助理教练。不过，不久陈金刚就转往男足国奥队任职，继续协助沈祥福。
2002年2月，中国足协以上一届国青队为班底组建新一届国奥队。之前，沈祥福带领的国青队在阿根廷表现出色，赢得了“超白金一代”的称号。新国奥队的主教练仍是沈祥福，陈金刚出任领队兼助理教练。同时任助理教练的还有孙成耀、王建英和唐鹏举。2002年3月，中国足协任命陈金刚兼任1985年龄段国青队主教练。当时中国足协有四支国青队，年龄最大的一支即将转为国奥队，参加奥运会预选赛，主教练是沈祥福。1983、1984年龄段的国青队由王宝山和麦超带领，将出战2002年亚青赛。最小的一支为1986年龄段，主帅是刘春明。中国足协原定让陈金刚的国青队赴意大利参加少年邀请赛。然而，意大利驻华大使馆拒绝为这些未成年球员提供签证，要求中国足协提供监护人证明和其他文件，国青队赴意参赛一事就此泡汤。2003年1月，陈金刚带领1985年龄段国青队赴圣彼得堡参加格拉纳钦杯足球赛，夺得亚军。沈祥福的国奥队最终在奥运会预选赛出局，这届国奥队随之解散。

### 长春亚泰
2004年7月17日，中甲联赛休赛期间，长春亚泰宣布换帅，陈金刚、唐鹏举和孙成耀组成新的教练组。那个赛季长春亚泰原本设定了冲超的目标，但是在换帅时球队的排名已落至倒数第四。之前国奥队奥运会预选赛出局之后就有传闻说沈祥福将带领国奥教练组到长春亚泰执教，长春亚泰俱乐部随即辟谣。唐鹏举后来回忆说，长春亚泰当时确实联系了国奥教练组，提出要请教练组到亚泰任教、签约五年。由于沈祥福和王建英的人事关系分别在北京国安和天津泰达，两家俱乐部不肯放人，最后来到长春亚泰的只有三人。陈金刚教练组把国奥队当时的361阵形也移植到了长春亚泰。亚泰队中的国奥队球员曹明、张宝峰、王栋和杜震宇仍然扮演国奥队中的角色。教练组的分工也与国奥时期相同，陈金刚主练前锋，孙成耀训练后卫，唐鹏举则负责前卫训练。此外，唐鹏举还担任领队，同时负责一队二组的训练。媒体最初透露三人组入主亚泰的消息时，推测唐鹏举将出任主教练。俱乐部宣布陈金刚出任主教练之后，外界猜测唐鹏举以领队身份“垂帘听政”。唐鹏举否认此说，队员杜震宇也否认此事，但有报道认为唐鹏举在教练组中确实有一些特权。联赛后半程，长春亚泰状态回升，成为后半程成绩最好的球队，赛季结束时排名联赛第五位。
2005年，长春亚泰从青岛中能租借来了前国奥队门将杨君，还引进了外援前锋伊利耶，俱乐部投资3,500万元人民币，再次瞄准中超联赛。俱乐部最后如愿升入中超。长春亚泰与厦门蓝狮同积64分，由于胜负关系亚泰成为中甲亚军。
2006年，长春亚泰在首个中超赛季中取得联赛第四名的成绩。然而，赛季末的12月19日，陈金刚、唐鹏举和孙成耀的教练组却离开了球队。有传言说教练组向俱乐部提出了辞职，但俱乐部和教练组面对媒体给出的说法都是合同到期、不再续约，而非辞职。传闻说，教练组和俱乐部在合同上发生了争执。俱乐部提供的新合同将教练、球员的薪金与球队成绩挂钩。新赛季球队提出保五争二的目标，如果成功则教练与球员拿到全额工资，不然成绩每下降一名扣除工资的10％。据说，教练组特意提醒球员在签约时要注意合同里的这一项条款。此举引起了亚泰老板刘玉明的不满。有传言说，有一位中场球员向老板告密，才引起了教练组的辞职， 这名球员曾与唐鹏举有过争执，告密可能有报复的动机。有的传闻版本里指出这名球员是王栋，王栋很快便主动辟谣。还有传闻说教练组离队是因为陈金刚等人收受球员的黑钱，陈金刚怒斥了这一传闻。

### 中国女足助理教练
离开长春亚泰之后，陈金刚赋闲在家。2008年初，中国女足法籍主教练伊丽莎白·洛伊塞尔陷入下课危机。伊丽莎白原本就与中方教练组关系不好，2008年初阿尔加夫杯上球队一败涂地，中国足协决心换帅。外界传闻，商瑞华和陈金刚是最有可能接过主教练一职的人选。中国足协最终选择商瑞华作为女足新任主教练，陈金刚则是助理教练之一，主要负责进攻训练。商瑞华的中国女足在北京奥运会半决赛上输给了日本队，止步四强。奥运会结束之后，陈金刚回到天津足协上班。12月，中国足协宣布商瑞华留任，陈金刚也继续担任助理教练。2010年亚运会女足季军争夺战中，中国女足0比2输给日本，首次无缘女足世界杯。商瑞华赛后请辞。媒体传闻陈金刚是新任女足主教练候选人之一。中国足协最后选定了李霄鹏。

### 天津泰达技术总监
2010年底，陈金刚出任天津泰达足球俱乐部技术总监。此前，天津泰达俱乐部在2009年初的壮行会上宣布设立专家委员会，聘请蔺新江、陈金刚、沈福儒、刘春明、段举、张贵来六位天津足坛名宿担任委员，蔺新江任主任。2013年5月，天津泰达外籍主教练亚历山德拉·吉马良斯的母亲病危，吉马良斯向俱乐部请假，赶回巴西看望母亲。教练组代替他指挥了与广州恒大的比赛，球队表现不佳，引发俱乐部高层不满。5月8日，俱乐部决定派陈金刚暂时负责一线队的训练、比赛。陈金刚带队坐镇主场在中超第九轮比赛中1比1逼平江苏舜天，拿到球队赛季第一个积分。外界原本有传闻，声称吉马良斯将去而不返，但最终吉马良斯还是在5月14日返回天津带队，陈金刚结束了代理期。

### 再入长春亚泰
2016年，陈金刚出任长春亚泰技术总监，参加了一线队外援引进等工作。这个赛季，球队艰难保级。2017赛季初，球队重金引进伊瓦尔沃·伊格哈洛等球员，然而五轮联赛过后一场未胜，仅积一分，排名垫底。4月16日，长春亚泰俱乐部宣布李章洙“暂时休息”，陈金刚出任代理主教练。4月23日，陈金刚上任后的首场比赛中，长春亚泰在主场1比0战胜河南建业，取得赛季首胜。5月4日，长春亚泰俱乐部宣布李章洙正式离任，陈金刚接任主教练。5月6日，陈金刚率队回乡，3比1战胜天津权健，拿到赛季的第二场胜利，球队暂时离开了降级圈。比赛中，陈金刚因指责裁判被逐出场地。事后，中国足协决定对他进行追加处罚，禁赛三场、罚款1.5万元人民币。
2019年6月6日，长春亚泰足球俱乐部发布公告，宣布球队主帅陈金刚离任。